# Річард Лестер
Річард Лестер (англ. Richard Lester; 19 січня 1932) — американський режисер.

## Біографія
Річард Лестер народився 19 січня 1932 року в місті Філадельфія, штат Пенсільванія, США. Закінчив Пенсильванський університет, після чого складав естрадну музику, співав в ансамблі, працював на телебаченні. 1954 року покидає США і вирушає до Європи. 1956 року, в Англії, працює на телебаченні, де створює комедійні програми, з яких найбільш популярна — «Ідіотські шоу» з Пітером Селлерсом, що будуються на гуморі абсурду. Разом з Селлерсом знімає свій перший короткометражний фільм — «Фільм, що біжить, скаче і спокійно стоїть» (1960). Популярність Лестеру приніс фільм «Вечір важкого дня» (1964), про четвірку «The Beatles». Використовуючи прийоми телевізійного монтажу реклами і розважальних програм, режисер багато в чому передбачив естетику музичних відеокліпів 80-х років. 1965 року Лестер зняв другий фільм за участю групи — «Допоможіть!». 
У сімдесятих роках знімає фільми «Три мушкетери» (1973) і «Чотири мушкетери» (1974) за однойменним романом Олександра Дюма. Продовжив знімання фільму «Супермен 2» (1980), коли режисер Річард Доннер був звільнений. Продовження було фінансово успішним, і він був найнятий, щоб знімати «Супермен 3» (1983). Зняв продовження про мушкетерів «Повернення мушкетерів» (1989). Під час знімання фільму актор Рой Кіннір впав з коня й наступного дня помер у лікарні. Лестер закінчив фільм і після цього назавжди покинув велике кіно.

## Фільмографія
| Рік  |     | Українська назва                          | Оригінальна назва                              | Роль                         |
| ---- | --- | ----------------------------------------- | ---------------------------------------------- | ---------------------------- |
| 1954 | с   | Лещата                                    | The Vise                                       | режисер                      |
| 1955 | тф  | Штори для Гаррі                           | Curtains for Harry                             | сценарист                    |
| 1956 | с   |                                           | The Barris Beat                                | сценарист                    |
| 1956 | с   |                                           | The Idiot Weekly, Price 2d                     | режисер, продюсер            |
| 1956 | с   | Шоу під назвою Фред                       | A Show Called Fred                             | режисер, продюсер            |
| 1956 | с   | Син Фреда                                 | Son of Fred                                    | режисер, продюсер            |
| 1958 | с   | Після роботи                              | After Hours                                    | режисер, продюсер, сценарист |
| 1959 | кф  | Фільм, що біжить, скаче і спокійно стоїть | The Running Jumping & Standing Still Film      | режисер, продюсер            |
| 1962 | ф   | Це традиція, тату!                        | It's Trad, Dad!                                | режисер                      |
| 1963 | ф   | Миша на Місяці                            | The Mouse on the Moon                          | режисер                      |
| 1964 | с   |                                           | Room at the Bottom                             | режисер                      |
| 1964 | ф   | Вечір важкого дня                         | A Hard Day's Night                             | режисер                      |
| 1965 | ф   | Вправність... і як її придбати            | The Knack ...and How to Get It                 | режисер                      |
| 1965 | ф   | Допоможіть!                               | Help!                                          | режисер                      |
| 1966 | ф   | Веселий випадок по дорозі на Форум        | A Funny Thing Happened on the Way to the Forum | режисер                      |
| 1967 | ф   | Як я виграв війну                         | How I Won the War                              | режисер, продюсер            |
| 1968 | ф   | Петулія                                   | Petulia                                        | режисер                      |
| 1969 | ф   | Житлова кімната                           | The Bed Sitting Room                           | режисер, продюсер            |
| 1973 | ф   | Три мушкетери                             | The Three Musketeers                           | режисер                      |
| 1974 | ф   | Джаггернаут                               | Juggernaut                                     | режисер                      |
| 1974 | ф   | Чотири мушкетери                          | The Four Musketeers                            | режисер                      |
| 1975 | ф   | Королівський блиск                        | Royal Flash                                    | режисер                      |
| 1976 | ф   | Робін і Меріан                            | Robin and Marian                               | режисер                      |
| 1976 | ф   | Рітц                                      | The Ritz                                       | режисер                      |
| 1978 | ф   | Супермен                                  | Superman                                       | продюсер                     |
| 1979 | ф   | Буч і Санденс: Ранні дні                  | Butch and Sundance: The Early Days             | режисер                      |
| 1979 | ф   | Куба                                      | Cuba                                           | режисер                      |
| 1980 | ф   | Супермен 2                                | Superman II                                    | режисер                      |
| 1983 | ф   | Супермен 3                                | Superman III                                   | режисер                      |
| 1984 | ф   | Чур, моє!                                 | Finders Keepers                                | режисер                      |
| 1989 | ф   | Повернення мушкетерів                     | The Return of the Musketeers                   | режисер                      |
| 1989 | док | Пол Маккартні                             | Paul McCartney                                 | режисер                      |
| 1991 | док | Вернись!                                  | Get Back                                       | режисер                      |